# 武藤章
武藤章（1892年12月15日—1948年12月23日）是昭和初期的軍人、陸軍中將。南京大屠杀的主要责任人之一，被远东国际军事法庭判处绞刑。
1892年生于熊本縣一个殷实家庭，小时候被认为是做事非常任性和自大。
小学毕业后进入了一所普通的中学。不久后，1906年9月，转入熊本地方幼年军校。1909年9月，进入中央幼年军校。毕业后，1911年12月，进入日本培养陆军中下级军官的重要军校——陆军士官学校。1913年5月26日，从陆士第25期步兵科毕业，同年12月25日，21岁的武藤章被授予步兵少尉军衔。1920年，步兵中尉武藤章被选送入日本培养高级军官的陆军大学第32期深造，以该期学员第2名的成绩毕业。毕业后被送往德国进一步考察、研究军事，在德国军国主义的军事教育之下，成为一名鼓吹扩大侵华战争的军官，其侵华生涯从担任关东军司令部第二课课长开始。
1937年，七七事变中為參謀本部作戰課長，主張對中國強硬、和田中新一提出了「對支一撃論」。1939年任陸軍省軍務局長，1942年任近衛（第二）師團長（蘇門達臘、棉蘭），1944年就任第14方面軍（菲律賓）參謀長。戰後，远东国际军事法庭以「虐待俘虜罪名」將他判決死刑，於1948年12月23日在巢鴨監獄處以绞刑而死。1978年10月被靖国神社合祀。

## 年譜
- 1913年（大正2年）5月 - 日本陸軍士官學校畢業（第25期）。
  - 12月 – 晉升少尉。歩兵第72連隊任職。
- 1914年（大正3年）12月 - 大分俘虜收容所任職（～1915年9月）。
- 1917年（大正6年）8月 – 晉升中尉。
- 1920年（大正9年）11月 - 日本陸軍大學校畢業（第32期恩賜）。
- 1921年（大正10年）4月 – 日本陸軍士官學校任職。
- 1922年（大正11年）7月 - 教育總監任職勤務。
  - 8月 -晉升大尉。
  - 12月 - 教育總監課員。
- 1923年（大正12年）6月 - 駐在德國（～1926年4月）。
- 1928年（昭和3年）8月 - 晉升少佐。
- 1929年（昭和4年）12月 – 日本陸軍大學校専攻學生（～1930年11月）。
- 1930年（昭和5年）11月 - 參謀本部人員（德國班）。
- 1931年（昭和6年）8月 – 參謀本部兵站班長。
- 1932年（昭和7年）3月 – 參謀本部第4班長。
  - 8月 - 晉升中佐。
- 1933年（昭和8年）11月 – 出差歐洲（～1934年1月）。
- 1934年（昭和9年）3月 - 歩兵第1連隊任職。
- 1935年（昭和10年）3月 - 軍務局任職。
  - 8月1日 - 軍事課高級課員。
- 1936年（昭和11年）6月19日 - 關東軍第2課長。
  - 8月1日 - 晉升大佐。
- 1937年（昭和12年）3月1日 – 參謀本部作戰課長。
  - 11月1日 - 中支那方面軍参謀副長。
- 1938年（昭和13年）7月31日 - 北支那方面軍参謀副長。
- 1939年（昭和14年）3月9日 - 晉升少將。
  - 9月30日 - 陸軍省軍務局長兼調査部長。
- 1941年（昭和16年）10月15日 - 晉升中將。
- 1942年（昭和17年）4月20日 - 近衛師團長。
- 1943年（昭和18年）6月1日 - 近衛第2師團長。
- 1944年（昭和19年）10月5日 - 第14方面軍參謀長。
- 1946年（昭和21年）5月 - 編入預備役。

## 著作
- 上法快男 編『軍務局長武藤章回想録』（芙蓉書房出版、1981年） ISBN 4-8295-0010-7